# Église Saint-Augustin de Napoleon
L'église Saint-Augustin (St Augustine's Church) est une église historique de Napoleon (Ohio). Elle est située à la limite du centre-ville. Dédiée à saint Augustin, elle dépend du diocèse de Toledo.

## Histoire
La paroisse Saint-Augustin est fondée entre 1856 et 1858 par des immigrés allemands ; une première église est bâtie, dédiée à saint Augustin, saint patron de l'entrepreneur qui supervisa sa construction. Devenue trop petite, elle est remplacée par l'édifice actuel terminé en 1881. Le 
maître-autel et les autels latéraux sont installés en 1888.

## Architecture
L'église Saint-Augustin est considérée comme un exemple remarquable du style néo-gothique à la fois par son architecture extérieure et son architecture intérieure. Ses voûtes en ogives, ses autels de bois finement sculptés et ses vitraux sont caractéristiques. L'édifice sans transept et à six travées est dominé par une tour centrale en façade surmontée d'une flèche culminant à 61 mètres. L'église est construite en briques avec des garnitures de pierre, les fondations étant en pierre.
Trois bâtiments lui sont associés : le presbytère de briques de deux étages, derrière l'église, acheté en 1925, l'école paroissiale à côté de l'église, et un couvent de  deux  étages au-delà de la Clinton Street, construit dans un style italianisant en 1862 pour les Sœurs de Notre-Dame, venues de Bavière via Cleveland.

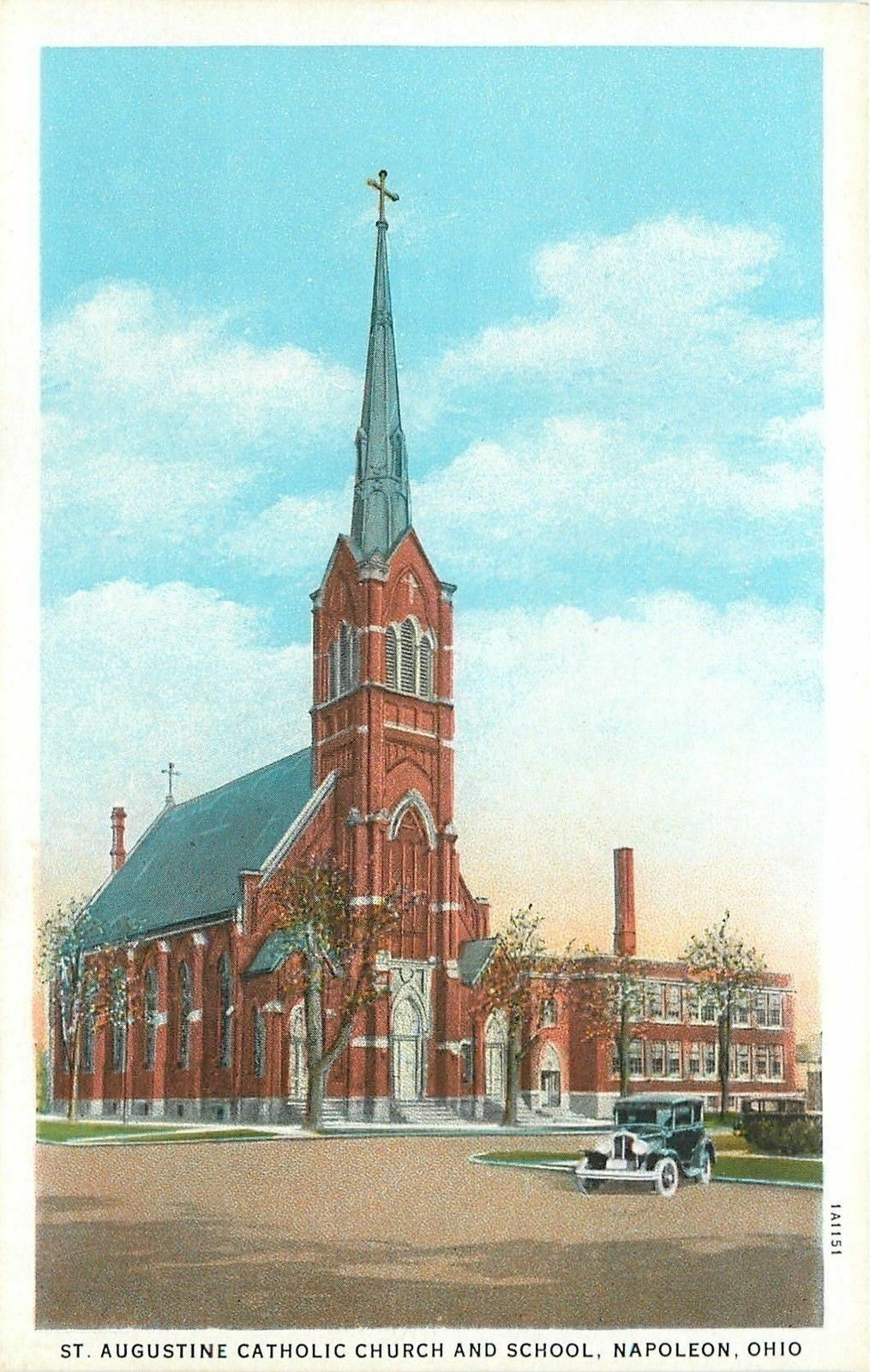
Vue en 1931.
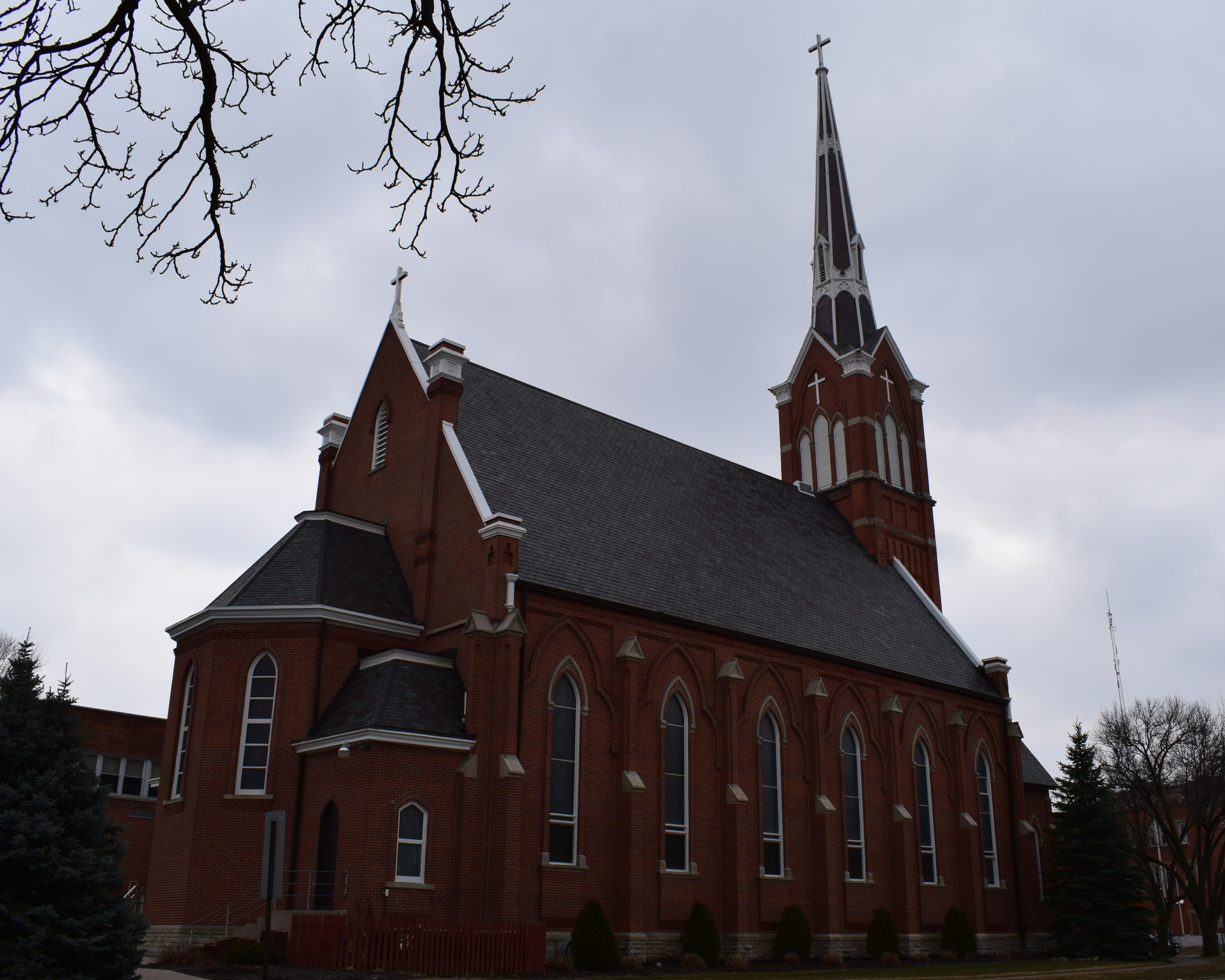
Chevet et côté.

## Histoire récente
En 1982, l'église est inscrite au Registre national des lieux historiques pour son importance dans le domaine architectural. C'est l'un des quatre édifices du comté d'Henry à être ainsi reconnu ; les autres sont la cour de justice du comté, la maison du sheriff avec sa prison, et la First Presbyterian Church. L'église est toujours une église paroissiale dynamique du diocèse de Toledo et du doyenné de Notre-Dame-de-la-Paix, (Our Lady Queen of Peace Deanery).